# Arne Wilhelm Rancken
Arne Wilhelm Rancken, känd som A.W. Rancken, född 28 juni 1880 i Birkala, död 17 augusti 1954 i Helsingfors, var en finländsk arkitekt.
Rancken arbetade till en början vid olika arkitektbyråer och 1906–1908 som arkitekt vid Arabia fabriker. Han var även lärare i modellering vid Centralskolan för konstflit 1908–1919 och i teckning vid arbetarinstitutet i Helsingfors 1914–1915 samt vid Svenska folkakademin i olika repriser 1912–1920. Han blev 1920 föreståndare för Helsingfors stadsmuseum och verkade 1921–1928 som intendent för Konstindustriella museet.
Sitt huvudsakliga livsverk utförde Rancken vid Arkeologiska kommissionen, där han tjänstgjorde som arkitekt 1922–1947; bland hans arbeten där kan nämnas restaureringen av de medeltida gråstenskyrkorna i Pargas (1935–1936) och Sibbo (1936–1937) samt Pyhämaa träkyrka (1935, tillsammans med O. Niemi).
Rancken utgav böckerna Helsingfors genom fyra sekler (1926), en biografi över målaren Carl Anders Ekman (1927), Helsingfors från småstad till storstad (1932), Sveaborg, dess tillkomst och öden (1933), Helsingfors, stad och landsbygd (1937) samt Vördade minnen i nyländsk bygd (1950), som presenterar nyländska kyrkor, med flera arkitekturhistoriska arbeten.